# Guido Colonna
Titre
Comte de Corse
Guido Colonna fut le 5e comte de Corse. Il aurait régné au cours du Xe siècle.

## Biographie
Guido Colonna serait l'avant-dernier comte de Corse issu de la Famille Colonna à ne pas être élu ; il succède à son père Ridolfo Colonna.
Il est exilé en Sardaigne du nord avec son fils, par une révolte. Les révoltés élisent comte de Corse un légat pontifical, le marquis de Massa.
À la mort du marquis les Corses rappellent le fils de Guido, Arrigo et il devient à son tour comte de Corse.